# Istaravshan
Istaravshan (en tayiko Истаравшан) es una ciudad y un jamoat en la provincia de Sughd, al norte de Tayikistán, cerca de Khodjent y del río Syr Darya. Tiene una población de 52.200 habitantes (est. 2000). Hasta el año 2000 se denominaba oficialmente como Ura-Tube, Ura-Tyube o Ura-Teppa.
Se encuentra al norte del piedemonte de los Montes Turkestan y es una de las más antiguas ciudades del país, con más de 25 siglos de existencia.

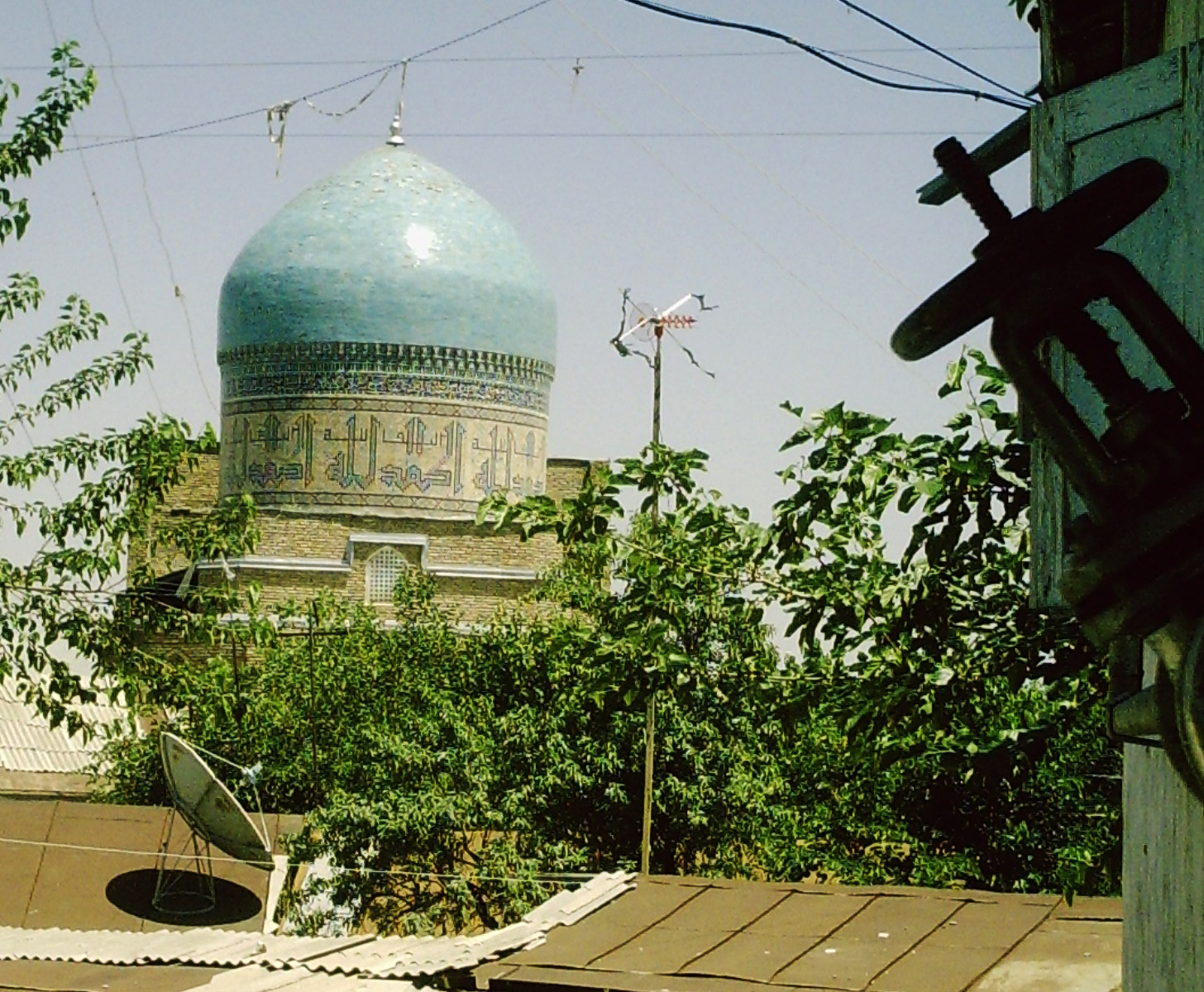
Madraza de Abdullatif.

Limita con Uzbekistán al norte y al occidente, y con Kirguistán al oriente. Tiene una superficie de 1.830 kilómetros cuadrados, y la región cuenta con cerca de 200.000 habitantes, que en su mayoría ocupan las regiones rurales.